# Picconia incurva
Picconia incurva är en tvåvingeart som först beskrevs av Zetterstedt 1844.  Picconia incurva ingår i släktet Picconia och familjen parasitflugor. Arten är reproducerande i Sverige. Inga underarter finns listade i Catalogue of Life.